# Michael Monroe
Michael Monroe (nacido Matti Antero Kristian Fagerholm el 17 de junio de 1962 en Helsinki) es un cantante y músico de rock finlandés, conocido principalmente por ser vocalista de la banda Hanoi Rocks. Después fue líder de otras bandas, como Demolition 23 o Jerusalem Slim (junto a Steve Stevens).
En la época de los 80, en pleno apogeo del punk rock en Nueva York, compartió piso con dos grandes iconos de ese estilo de rock, Johnny Thunders y Stiv Bators, llegando a ser muy buen amigo de este último y a dedicarle covers post mortem de él y su banda de punk Dead Boys.

## Trayectoria y colaboraciones
Monroe es recordado por haber colaborado con Axl Rose y Slash de Guns N' Roses. El tema Dead, Jail Or Rock N' Roll de su álbum solista de 1989 Not Fakin It (en el que había trabajado con Axl Rose), atrajo la atención del público al ser emitido por la cadena MTV.
Con Slash, grabó un cover del tema de Steppenwolf Magic Carpet Ride, utilizado en la película Coneheads.
Ha contribuido también en dos álbumes de Guns N' Roses, tocando el saxofón y la armónica en el tema Bad Obsession de Use Your Illusion I y como vocalista en una versión cover de The Dead Boys, del tema Ain't It Fun del álbum The Spaghetti Incident?.
En 2007 participó en el sencillo de White Flame Swimsuit Issue Centerfold. En esa ocasión actuó como vocalista y tocó la armónica.
En 2020 participó con Lordi en el sencillo «Like A Bee To The Honey» donde actuó como solista de saxofón.

## Vida personal
La primera esposa de Michael Monroe, Jude Wilder, murió el 19 de junio de 2001. Se casó con su segunda esposa, Johanna, el 3 de julio de 2003.

## Discografía como solista
- Nights Are So Long (1987)
- Not Fakin' It (1989)
- Jerusalem Slim (1992)
- Demolition 23 (1994)
- Peace of Mind (1996)
- Life Gets You Dirty (1999)
- Take Them And Break Them (2002)
- Whatcha Want (2003)
- Another Night in the Sun (2010)
- Sensory Overdrive (2011)
- Horns and Halos  (2013)
- Blackout States  (2015)
- One Man Gang  (2019)